# Moropus
Moropus (aus μωρός mōrós und πούς poús = „langsamer Fuß“) ist eine ausgestorbene Säugetiergattung; sie ist eng mit Chalicotherium verwandt und bildet mit diesem zusammen eine ungewöhnliche Gruppe der Unpaarhufer.
Während Pferde, Tapire und Nashörner, die heute noch lebenden Vertreter der Unpaarhufer, Hufe an ihren Beinen haben, trugen Moropus und Chalicotherium große Krallen an den Zehen. Darauf weist auch die wörtliche Übersetzung der Bezeichnung der Familie hin: „Pferde mit Krallen“. Moropus war größer als unsere heutigen Pferde, hatte aber eine ähnliche Gestalt. Allerdings waren die Vorderbeine länger als die Hinterbeine, so dass die Rückenlinie nach hinten abfiel. Schnell laufen konnte Moropus deshalb sicherlich nicht. Die an jeder Zehe sitzende Kralle wurde wie bei einer Katze beim Laufen zurückgezogen. Wozu die Krallen benutzt wurden, ist unklar; womöglich gruben die Tiere damit Wurzeln aus dem Boden, vielleicht richteten sie sich aber auch auf den Hinterbeinen auf und rissen Blätter und Zweige von den Bäumen.